# Sima Liang
Sima Liang (司馬亮) (muerto en mayo de 291), nombre de cortesía Ziyi (子翼), formalmente Príncipe Wencheng de Ru'nan (汝南文成王), fue un príncipe chino y brevemente regente durante el reinado del emperador Hui de la dinastía Jin Occidental. Fue el primero de los ocho príncipes que lucharon entre sí por el poder en la antigua China durante la guerra de los ocho príncipes.

## Biografía
Se desconoce el año de su nacimiento, pero solo se sabe que está entre los de Sima Zhao y Sima Ni (entre 212 y 226).
Sima Liang era el hijo menor del estratega y político Sima Yi y el tío del primer emperador Jin, Jin Wudi. Sima Liang era príncipe de Runan y tenía su asiento principesco en la ciudad de Xuchang. A finales de abril de 291 fue nombrado primer ministro (taizai) de China. Sima Liang sólo ocupó este cargo durante algunas semanas; a finales de mayo del mismo año fue víctima de un intento de golpe de Estado por parte de su pariente Sima Wei, bajo órdenes de la emperatriz Jia Nanfeng. Sima Liang, con su heredero Sima Ju (司馬 矩), y el otro regente, Wei Guan, junto a nueve de sus hijos y nietos, fueron ejecutados. En las fuentes, Sima Liang se cuenta entre los ocho príncipes, aunque los enfrentamientos militares reales de este llamado conflicto no comenzaron hasta el año 300.